# Омлет (филм)
„Омлет“ е български игрален филм (късометражен, драма) от 2008 година на режисьора Надежда Косева, по сценарий на Георги Господинов. Оператор е Антон Бакарски.

## Актьорски състав
Роли във филма изпълняват актьорите:
- Светла Цоцоркова